# Kalawan
Kalawan – wieś w Armenii, w prowincji Gegharkunik. W 2011 roku liczyła 117 mieszkańców.